# Diplarrena
Diplarrena Labill. – rodzaj roślin należący do rodziny kosaćcowatych (Iridaceae), obejmujący dwa gatunki występujące endemicznie w południowo-zachodniej Australii i na Tasmanii.
Nazwa rodzaju pochodzi od starogreckich słów διπλόος (diploos – podwójny) i άρρεν (arren – męski) i odnosi się do dwóch płodnych pręcików obecnych w kwiatach tych roślin. 

## Morfologia

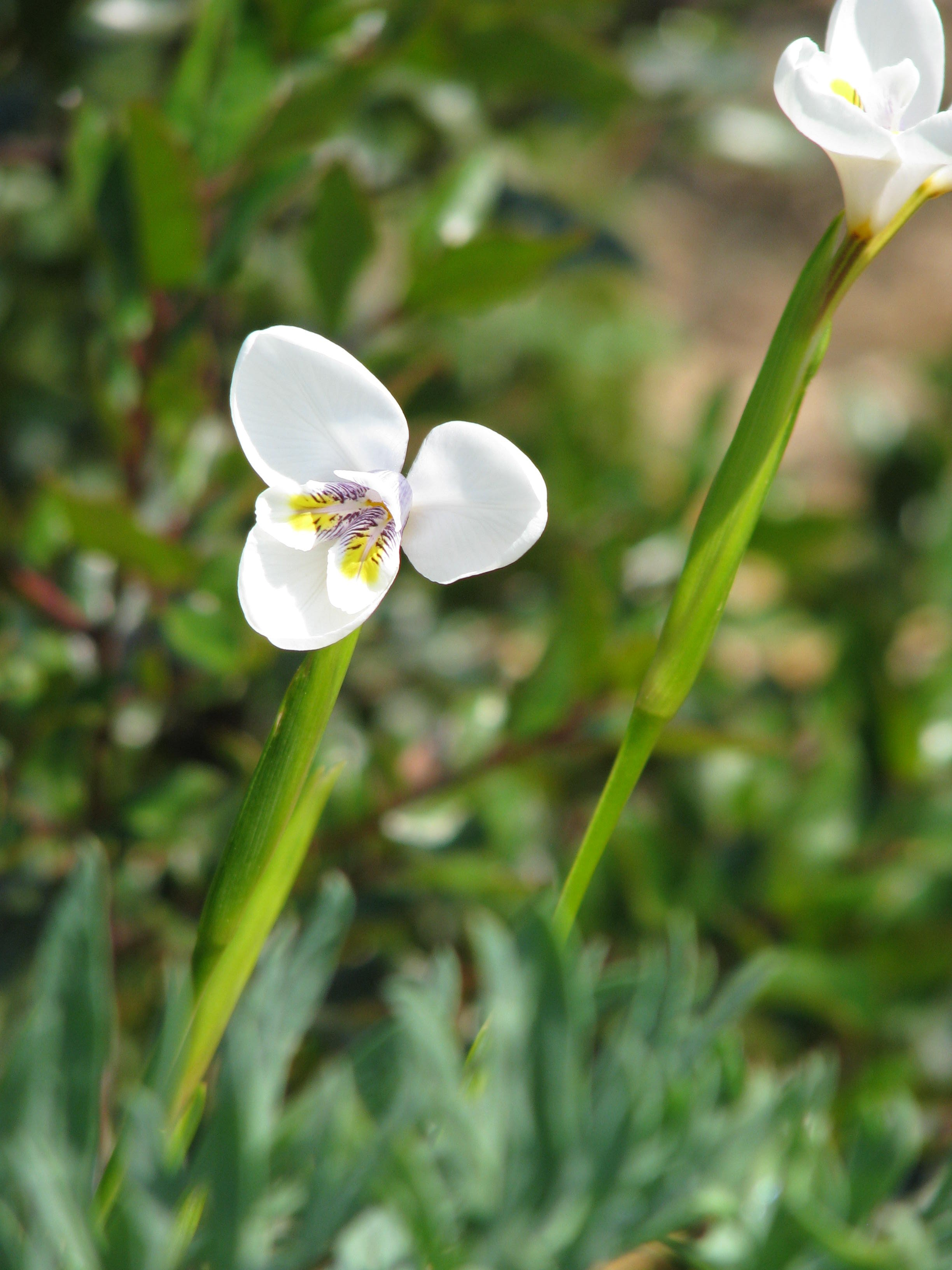
D. latifolia

PokrójŚredniej wielkości wieloletnie, wiecznie zielone rośliny zielne.
PędyPodziemne kłącze. Łodyga często rozgałęziona.
LiścieLiście lancetowate, mieczowate, unifacjalne, bokiem zwrócone do łodygi, wyrastają w dwóch rzędach.
KwiatyZebrane po kilka w jednostronny wachlarzyk, wsparty parą skórzastych podsadek. Kwiaty dwustronnie symetryczne, grzbieciste, białe z fioletowymi i niebieskimi zabarwieniami, nietrwałe. Wyrastają niejednocześnie na smukłych szypułkach, każdy poza pierwszym wsparty jest dwoma błoniastymi przysadkami. Listki okwiatu wolne, te w zewnętrznym okółku większe, z czego dwa górne wzniesione, a dolny położony poziomo; te w wewnętrznym okółku małe, górne kapturkowato wygięte nad pręcikami, dolny dłuższy, z żółtą plamką. Dwa pręciki płodne, trzeci zredukowany do prątniczki. Nitki pręcików wolne, różnej długości. Główki pręcików różnej wielkości, skośne. Słupek dolny. Zalążnia trójkomorowa z licznymi zalążkami położonymi kątowo i przegrodowymi miodnikami położonymi w górnej połowie. Szyjka słupka rozwidlona ponad wierzchołkami pręcików, na trzy płaty nierównej długości, z których górny jest dłuższy i osłania pozostałe. Znamiona słupka podwójne na każdym odgałęzieniu, nierównej długości, szerokie i płaskie, orzęsione.
OwoceMniej więcej cylindryczne torebki zawierające dyskoidalne nasiona.

## Biologia
RozwójWieloletnie geofity ryzomowe.
GenetykaLiczba chromosomów 2n = 32.

## Systematyka
Rodzaj z monotypowego plemienia Diplarreneae w podrodzinie Iridoideae z rodziny kosaćcowatych (Iridaceae). Plemię Diplarreneae jest siostrzany dla pozostałych plemion w tej podrodzinie.
Wykaz gatunków
- Diplarrhena latifolia Benth.
- Diplarrhena moraea Labill.

## Zastosowanie
Oba gatunki uprawiane są jako rośliny ozdobne, głównie w Australii. Formują kępy. Wymagają dużo ciepła, dlatego poza obszarem klimatu gorącego wymagają uprawy w szklarniach lub w pomieszczeniach. 
Włókna pozyskiwane z D. moraea wykorzystywane były przez Aborygenów do wyplatania pojemników.